# Абдулкарим, Ахмед
Ахмед Абдулкарим (араб. أحمد عبد الكريم‎; род. 28 апреля 1992) — иракский боксёр, представитель полусредней весовой категории. Выступал за национальную сборную Ирака по боксу в начале 2010-х годов, участник летних Олимпийских игр в Лондоне.

## Биография
Ахмед Абдулкарим родился 28 апреля 1992 года в Багдаде, Ирак.
Впервые заявил о себе в боксе на взрослом международном уровне в сезоне 2011 года, когда вошёл в состав иракской национальной сборной и выступил на турнире Дохе, где одержал победу в зачёте полусредней весовой категории.
На Азиатском олимпийском квалификационном турнире в Астане проиграл уже в 1/8 финала, тем не менее, по решению трёхсторонней комиссии всё же удостоился права защищать честь страны на летних Олимпийских играх 2012 года в Лондоне. На Играх уже в стартовом поединке категории до 69 кг со счётом 13:17 потерпел поражение от представителя Южной Африки Сифиве Лусизи и сразу же выбыл из борьбы за медали.
После лондонской Олимпиады Абдулкарим больше не показывал сколько-нибудь значимых результатов в боксе на международной арене.